# Dridex
Dridex (также известна как Bugat и Cridex) — троянская программа, созданная для кражи банковских данных. Троян написан группировкой Evil Corp. В 2019 году США признали группировку виновной в создании и распространении вредоносного ПО, вследствие её участники становятся одними из самых разыскиваемых киберпреступников в мире. Принесённый вирусом ущерб составляет как минимум $31 млн.
Для кражи информации вирус рассылал спам с вирусными вложениями, при открытии которых макросы в Microsoft Word или MS Excel скачивали сам Dridex.
В конце августа 2015 года на Кипре был задержан молдаванин Андрей Гинкул. Несмотря на то, что не один он отвечал за распространение вируса, после его ареста активность Dridex поубавилась на некоторое время, затем возросла и в новых версиях изменила способ распространения.

## Ботнеты Dridex
На основе Dridex был создан ботнет, который был ликвидирован в конце 2015 года с помощью крупных технологических компаний и правоохранительных органов разных стран. После этого был создан ботнет Necurs, через который распространялись несколько троянов. В их число входил не только Dridex, но и не менее известный троян Locky. Данный ботнет подвергался взлому как минимум 2 раза в 2016 году, сперва заменяя код вирусных программ на код антивируса Avira, а потом на фразу «Stupid Locky» (рус. Дурацкий Locky).